# Антон Берг
Антон Берг (на шведски: Anton Berg) е шведски разследващ журналист, радиоводещ, продуцент на радиопрограми и телевизионни сериали, и писател на произведения в жанра трилър и криминален роман.

## Биография и творчество
Антон Берг е роден през 1978 г. във Фигехолм, Швеция. Следва журналистика, медии и комуникации в Гьотеборгския университет.
След дипломирането си участва в няколко различни продукции на шведското радио P3 и в шведската телевизия SVT. В периода 2002 – 2003 г. е съводещ на телевизионното състезание „Балон“ на SVT. В периода 2003 – 2006 г. е радиоводещ на предаването „Летен връх“ в радио P3. Оттогава е продуцент различни предавания по радио P3. Носител е на няколко награди за разследваща журналистика. Той е и репортер към спортната сеция на Шведското радио.
Заедно с журналиста Мартин Джонсън са продуценти на предаването „Следи“, в което представят нови факти и разследвания по различни престъпления, и търсят нови доказателства в спорни съдебни дела. За предаването през 2017 г. получават наградата за разследваща журналистика „Златно ухо“. През 2021 г. двамата продуцират телевизионния документален минисериал „Pray, Obey, Kill“ за нашумялото убийството на млада жена в тихото шведско селище Кнутби през 2004 г., а вследствие на предаването „Следи“, осъденият мъж, лежал 13 години в затвора, е оправдан в нов процес чрез представените нови доказателства.
Първият му роман „Осемнайсет“ от поредицата „Адертън“ е издаден през 2018 г. Разследващият журналист Аксел Шьолд открива снимка на мъж, вероятно замесен в три важни смъртни случая – убийството на Улуф Палме, самоубийството на оръжейния инспектор Алджърнън и фаталната катастрофа на журналистката Катс Фалк. От теория на конспирацията разследването достига до тайна организация от XVIII век, която влияе на най-високите политически постове, и е готова на всичко за да попречи на разкриването на истината.
Вторият му роман „Trohetseden“ (Клетва за вярност) от поредицата е издаден през 2021 г. Журналистът Аксел Шьолд, заедно с професора по история Вилхелм Скрак, изследват картина на Рембранд собственост на Националния музей, за да открият тайни знаци в нея.
Антон Берг живее в Стокхолм.

## Произведения

### Серия „Адертън“ (Aderton)
1. De Aderton (2018)
Осемнайсет, изд.: ИК „ЕРА“, София (2019), прев. Анелия Петрунова
2. Trohetseden (2021)

### Екранизации
- 2021 Pray, Obey, Kill – документален минисериал, 6 епизода